# Tinkerbell (Film)
Tinkerbell (Originaltitel: Tinker Bell) ist ein computeranimierter Direct-to-DVD-Film von Disney aus dem Jahr 2008. Darin wird die Geschichte einer gleichnamigen Fee erzählt, die in der Märchenwelt des Peter Pan lebt und alles daran setzt, das ihr zugewiesene Dasein mit allen erlaubten und unerlaubten Mitteln zu ändern und die Welt der Menschen zu erreichen. Die Figur stammt aus dem Kinderbuch Peter Pan von J. M. Barrie; in dessen deutschen Übersetzungen wird sie als „Glöckchen“ oder auch „Naseweis“ bezeichnet. Damit wird auch der Name der Fee aufgegriffen, das englische Wort Tinker bedeutet auf Deutsch auch Bastler oder Kesselflicker.

## Inhalt
Der Film erzählt von der Kindheit der Fee Tinkerbell im Feenort Pixie-Hollow. Zu Beginn wird, ausgelöst durch das Lachen eines Kleinkindes, ein Löwenzahnkorn vom Wind nach Nimmerland getragen. Dort haben sich bereits die Feenkönigin Clarion und Delegationen der verschiedenen Feenzünfte versammelt, um die neue Fee willkommen zu heißen. Durch einen Regen aus Feenglanz verwandelt sich das Korn in eine junge Fee in einem weißen Kleid. Als Nächstes soll die junge Fee unter mehreren Gegenständen (einen für jede Zunft) den auswählen, der ihre Gabe verrät. Unsicher fragt die Fee, woran sie erkennen soll, welcher der richtige ist, doch Königin Clarion sagt ihr beruhigend „Das merkst du“. Die Fee wählt den Hammer der Kupferkessel-Zunft (im englischen Original „Tinker“) aus, und als sie ihn berührt, leuchtet er sehr hell aus, was die meisten anderen Feen davon überzeugt, dass die Fee, die von der Königin auf den Namen Tinkerbell getauft wurde, eine sehr seltene Gabe hat.
Tinkerbell wird von den Kupferkessel-Elfen Bobble und Clank in Empfang genommen, welche ihr nach einem Rundflug den Ort, an dem sie wohnen und arbeiten, den Tinkerwinkel, zeigen. Auch von Fee Mary, der Anführerin der Kupferkessel-Feen, wird sie freudig empfangen. Für Tinkerbell haben sie inzwischen auch ein Haus eingerichtet und mehrere Garnituren Arbeitskleidung zurechtgelegt. Die Arbeitskleidung ist jedoch zu groß, sodass Tinkerbell sie sich zurechtschneidet und dadurch ihr charakteristisches Aussehen erhält. Kurz darauf begleitet sie Bobble und Clank zu den Naturfeen, um Gegenstände wie Regenbogenfänger und Samenbehälter auszuliefern. Der Weg dorthin führt jedoch über die Stachelwiese, wo sie von Renndisteln angegriffen werden. Mit knapper Not können sie fliehen und kommen auf der Frühlingswiese bei den Naturfeen an. Tinkerbell lernt die Wasserfee Silberhauch, die Lichterfee Klara, die Tierfee Emily und die Gartenfee Rosetta kennen. Sie erzählen Tinkerbell von ihren Vorbereitungen für den Frühling – sie helfen dabei, die Jahreszeit einzuläuten – und von ihren Reisen aufs Festland. Dadurch lösen sie in ihr den Wunsch aus, ebenfalls das Festland zu sehen.
Als Tinkerbell später das Gespräch mit der arroganten Schnell-wie-der-Blitz-Fee Vidia sucht, die den Wind kontrollieren kann, prahlt diese damit, dass ihre Gabe ganz selten sei, und ihre Winde auch alle neuen Feen nach Nimmerland bringen, und somit sämtliche Feenzünfte vor ihr abhängig sind. Tinkerbell vergleicht das mit ihrem Beruf, da die Tinker auch alle Feenzünfte mit den von ihnen angefertigten Gegenständen versorgen, woraufhin Vidia Tinkerbells Arbeit herabwürdigt. Verletzt meint Tinkerbell, wenn sie aufs Festland fliegt, wird Vidia schon sehen, wer von ihnen wichtiger ist. Vidia lässt sich scheinbar davon beeindrucken, wohl wissend, dass die Kupferkessel-Feen an den Ausflügen aufs Festland nicht beteiligt sind. Dies erfährt auch Tinkerbell schweren Herzens bei einer Visite von Königin Clarion am Abend. Traurig zieht sie sich in den Tinkerwinkel zurück. Fee Mary erklärt ihr bestimmt, aber freundlich, dass so nun mal die Regeln sind. Die Aufgaben der Naturfeen sind auf dem Festland, Tinkerbells Aufgabe ist hier. Unbeabsichtigt hat sie Tinkerbell damit jedoch auf die Idee gebracht, eine Naturfee zu werden, um ihren Traum zu verwirklichen.
Am nächsten Morgen sucht Tinkerbell ihre Feen-Freundinnen auf, um sie zu bitten, von ihnen zu lernen. Die anderen sind skeptisch, da, soweit sie wissen, noch nie eine Fee ihre Gabe gewechselt hat, wollen Tinkerbell jedoch eine Chance geben. Bei den ersten Versuchen geht aber alles schief: Als Silberhauch sie trainieren will, werden alle nass und das Training mit Klara endet damit, dass sie von einem Schwarm Glühwürmchen gejagt wird. Als Emily ihr anbietet, sie könne helfen, Jungvögeln das Fliegen beizubringen, ist nur noch das jüngste Küken übrig, welches noch sein Flaumkleid trägt und sichtlich unsicher ist. Durch Tinkerbells unwillkürlich aufdringliche Animationsversuche erschrickt es sich und versteckt sich unter den Überresten seiner Schale. Ein Vogel am Himmel, den Tinkerbell um Hilfe bitten will, entpuppt sich als Falke, der sie angreift. Die anderen Feen können sie jedoch retten. Währenddessen hat Tinkerbell ihre Arbeit als Kupferkessel-Fee vernachlässigt, Bobble und Clank übernahmen schließlich ihre Arbeit heimlich, damit sie keinen Ärger mit Fee Mary bekommt.
Fee Mary kommt Tinkerbell jedoch trotzdem auf die Schliche. Wortlos gibt sie ihr ihre Enttäuschung darüber, dass Tinkerbell ihrer Berufung so wenig Wert beimisst, zu verstehen. Als Bobble und Clank ihr den Rat geben, lieber auf Fee Mary zu hören, meint sie entrüstet sie will nicht ihr Leben lang Töpfe und Kessel herstellen und „einfach nur ein dummer Tinker sein“, womit sie die beiden sehr verletzt. Zerknirscht zieht sie sich an den Strand von Nimmerland zurück, um nach Fundsachen zu suchen; so nennen die Feen Gegenstände aus der Menschenwelt die in Nimmerland angeschwemmt werden. Im Gras findet sie die Einzelteile einer Spieluhr, die mit einer tanzenden Ballerina verziert ist. Mit Leichtigkeit schafft Tinkerbell es, alle Teile richtig zusammenzusetzen. Tinkerbells Freundinnen sind davon sehr beeindruckt, und meinen genau das ist es was Tinker ausmacht, dass sie selbst die kompliziertesten Dinge wieder reparieren können. Allerdings ist Tinkerbell von ihrer Gabe überhaupt nicht begeistert, weil sie ihr nicht ermöglicht, aufs Festland zu reisen. So will sie Rosetta noch dazu überreden ihr beizubringen, wie man eine Gartenfee wird, letztere meint jedoch, dass das Reparieren Tinkerbells wahre Gabe ist. Tinkerbell denkt jedoch fälschlicherweise, dass Rosetta sie aufgegeben hätte und wendet sich an Vidia. Diese gibt ihr in heimtückischer Absicht den Rat, die Renndisteln einzufangen, um damit Rosetta zu beweisen, dass sie zur Gartenfee taugt. Am nächsten Morgen errichtet sie auf der Stachelwiese ein Gehege und versucht mithilfe der Maus Käse die Renndisteln zu fangen, was von Vidia sabotiert wird. Durch die Jagd werden über 100 Renndisteln aufgescheucht, die das Gehege niedertrampeln und auf die Frühlingswiese stürmen, wo sie alle Vorbereitungen für den Frühling – der am nächsten Tag hätte beginnen sollen – zunichtemachen. Tinkerbell wird von ihren Freundinnen mit dem Leichtsinn ihres Unterfangens konfrontiert. Vor der entsetzten Königin Clarion gesteht Tinkerbell, dass sie die Disteln aufgescheucht hat. Während die Königin mit den Ministern der vier Jahreszeiten das weitere Vorgehen bespricht, zieht Tinkerbell sich beschämt zurück.
Trost findet sie bei dem Feenglanz-Verwalter Terence, der die Feen jeden Morgen mit neuem Feenglanz versorgt. Terence ist erstaunt, dass sie ihn beim Namen kennt, wo der bescheidene Elf seine Arbeit als eher unwichtig ansieht. Tinkerbell meint jedoch, er hätte eine sehr wichtige Aufgabe, wo er doch den Feen ihre Kraft verleiht und ihnen hilft, ihre Gaben zu entdecken. Dann hält sie jedoch inne, als sie daran denkt, dass sie selbst ihre Gabe für unwichtig hält. Auch in ihre Fähigkeiten als Erfinderin hat sie zunächst wenig Vertrauen, wo doch ihre Erfindungen bei der Visite so katastrophal schiefgelaufen sind. Als sie jedoch die Fundsachen wiederentdeckt, die sie bisher gesammelt hat, kommt ihr eine Idee, wie sie diese nutzen kann, um den Frühling doch noch zu retten. Als die Königin gerade verkünden will, dass der Frühlingsanfang ausfällt, kommt Tinkerbell rechtzeitig, um sich bereitzuerklären, mit ihren neuen und modifizierten Erfindungen die Schäden zu beheben. Die anderen Feen sind von ihrem Vorschlag begeistert. Erst sichern Bobble und Clank, dann auch ihre Freundinnen und andere Feen Tinkerbell ihre Unterstützung zu. Plötzlich taucht Vidia auf und versucht die Feen gegen Tinkerbell aufzuhetzen, mit Verweis darauf, dass Tinkerbell Schuld an der aktuellen Situation hat. Tinkerbell hat es jedoch endgültig satt, von Vidia herabgewürdigt und schikaniert zu werden. In dem darauffolgenden Streitgespräch entfährt Vidia, dass sie Tinkerbell auf die Idee gebracht hatte, die Renndisteln einzufangen. Zur Strafe soll Vidia alle Disteln aufspüren und zur Stachelwiese zurückbringen. Tinkerbell sichert der Königin zu, dass sie es mit Unterstützung der anderen schafft, die Schäden zu beheben. Als erstes schickt sie die Feen raus, um weitere Fundsachen zu suchen, aus welchen sie weitere Erfindungen herstellt. Mithilfe der Erfindungen schaffen die Feen es in einer Nacht unter anderem, die Marienkäfer wieder richtig einzufärben, alle Samenkörner wieder einzusammeln und neue Farbe für Blumen herzustellen. Bei Sonnenaufgang sind sämtliche Schäden behoben und der Frühlingsanfang kann wie geplant beginnen. Tinkerbell hat schließlich gezeigt, dass auch sie mit ihren Fähigkeiten den Frühling in die Welt bringen kann.
Jetzt, wo sie ihre wahre Gabe akzeptiert hat, ist es für Tinkerbell nicht mehr so wichtig, zum Festland mitzufliegen. Die Königin und Fee Mary haben jedoch eine Überraschung für sie: Bobble und Clank haben in der Nacht die Spieluhr gefunden, die Tinkerbell repariert hat. Fee Mary erzählt, wie sie selbst Jahre zuvor die Spieluhr gefunden hat und damals keine Ahnung hatte, wie sie funktioniert oder sie reparieren sollte. Aber Tinkerbell wusste es. Und da die Besitzerin die Spieluhr bestimmt vermisst, erhält Tinkerbell die Aufgabe, zusammen mit Bobble und Clank aufs Festland mitzufliegen und die Uhr ihrer Besitzerin zurückzubringen. Als Tinkerbell die Königin fragt, woher sie wissen soll, wer die Besitzerin ist, lautet ihre Antwort erneut: „Das merkst du“. Unter Führung des Frühlingsministers, der Tinkerbell bei der Gelegenheit stumm seinen Dank ausspricht, erheben sich alle Feen in die Lüfte. Sie folgen zuerst dem zweiten Stern und fliegen dann geradeaus über das Meer, bis sie die Küste Großbritanniens erreichen.
Während die anderen Feen den Frühling einläuten, sucht Tinkerbell in London nach der Besitzerin. Als Tinkerbell spürt, dass sie das richtige Haus gefunden hat, setzen Bobble und Clank die Spieluhr auf dem Fensterbrett ab. Kurz darauf öffnet die junge Wendy Darling das Fenster und ist sehr froh, ihre Spieluhr wiederzuhaben.

## Kritiken
„Süßlicher, aber handwerklich ansprechender Animationskinderfilm, der Mut machen will, die eigenen Fähigkeiten nicht gering zu schätzen.“

## Produktion und Veröffentlichung
Der Film wurde 2008 nach einem Drehbuch von Jeffrey M. Howard unter der Regie von Bradley Raymond von den DisneyToon Studios produziert. Der Film wurde zuerst am 28. Oktober 2008 auf DVD und Blu-ray Disc veröffentlicht. Es existieren Versionen auf Englisch, Französisch, Spanisch, Deutsch, Italienisch und anderen Sprachen. Die deutsche Free-TV-Premiere erfolgte am 14. November 2008 bei Super RTL.

## Synchronisation
Die deutschsprachige Synchronisation entstand bei der FFS Film- & Fernseh-Synchron in München nach einem Dialogbuch von Marina Köhler, die auch die Dialogregie übernahm.
| Rolle                    | Englischer Sprecher | Deutscher Sprecher   |
| ------------------------ | ------------------- | -------------------- |
| Tinkerbell               | Mae Whitman         | Gabrielle Pietermann |
| Klara (Iridessa)         | Raven-Symoné        | Stephanie Kellner    |
| Emily (Fawn)             | America Ferrera     | Shandra Schadt       |
| Silberhauch (Silvermist) | Lucy Liu            | Maren Rainer         |
| Rosetta                  | Kristin Chenoweth   | Sabine Bohlmann      |
| Königin Clarion          | Anjelica Huston     | Dagmar Dempe         |
| Terence                  | Jesse McCartney     | Benedikt Weber       |
| Vidia                    | Pamela Adlon        | Elisabeth von Koch   |
| Bobble                   | Rob Paulsen         | Christian Tramitz    |
| Fee Mary                 | Jane Horrocks       | Katrin Fröhlich      |
| Clank                    | Jeff Bennett        | Mark Kuhn            |
| Frühlingsminister        | Steve Valentine     |                      |
| Sommerministerin         | Kathy Najimy        |                      |
| Herbstminister           | Richard Portnow     |                      |
| Winterministerin         | Gail Borges         |                      |
| Wendy Darling            | America Young       |                      |
| Mrs. Darling             | Kathryn Cressida    |                      |
| Glühwürmchen             | Bob Bergen          |                      |
| Erzähler                 | Loreena McKennitt   |                      |

## Musik
Die Musik des Films komponierte Joel McNeely und wurde vom Orchester Hollywood Studio Symphony eingespielt.
Am 14. Oktober 2008 wurde eine Soundtrack-CD zum Film veröffentlicht, die neben Liedern aus dem Film auch weitere enthält. Sie umfasst insgesamt zehn Titel.

## Fortsetzungen
- 2009: Tinkerbell – Die Suche nach dem verlorenen Schatz
- 2010: Tinkerbell – Ein Sommer voller Abenteuer
- 2011: Die großen Feenspiele (Kurzfilm)
- 2012: Das Geheimnis der Feenflügel
- 2014: Tinkerbell und die Piratenfee
- 2015: Tinkerbell und die Legende vom Nimmerbiest